# Gríslatindur
Gríslatindur è una montagna alta 700 metri sul mare situata sull'isola di Kalsoy, appartenente all'arcipelago delle Isole Fær Øer settentrionali, amministrativamente parte della Danimarca.